# Bovelles
Bovelles là một xã ở tỉnh Somme, vùng Hauts-de-France, Pháp.

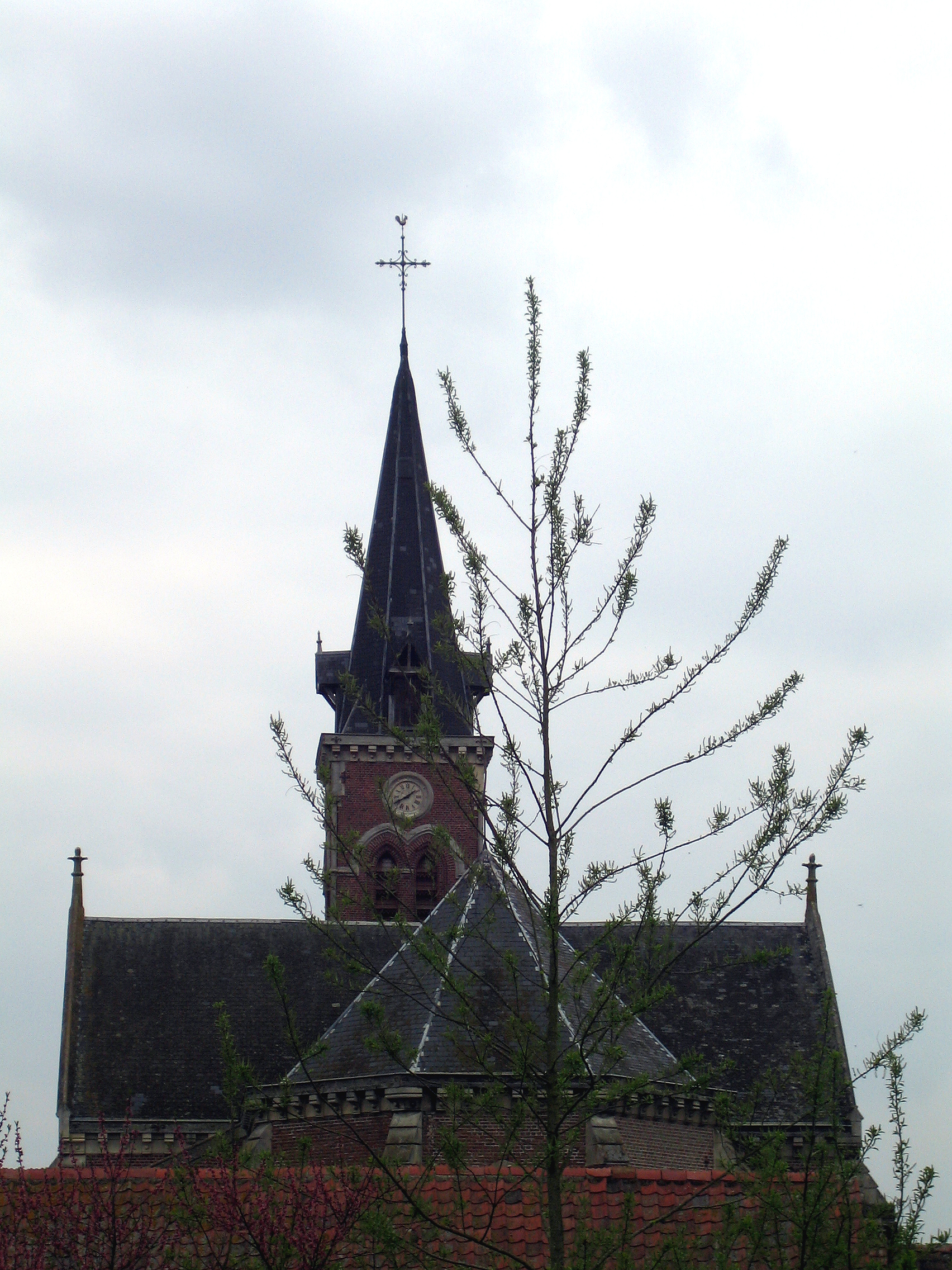
Giáo đường

Thị trấn này tọa lạc trên đường D97, khoảng 5 dặm Anh về phía tây của Amiens.

## Dân số
| 1962                                           | 1968 | 1975 | 1982 | 1990 | 1999 |
| ---------------------------------------------- | ---- | ---- | ---- | ---- | ---- |
| 165                                            | 206  | 241  | 273  | 336  | 340  |
| Số liệu từ năm 1962, dân số không tính hai lần |      |      |      |      |      |